# Latude ou Trente-cinq Ans de captivité
Latude ou Trente-cinq Ans de captivité est un film français muet écrit et réalisé par Gérard Bourgeois et Georges Fagot, sorti en 1911.
Le film est basé sur les Mémoires de Jean Henri, dit Latude (1725-1805), un prisonnier français du XVIIIe siècle, célèbre par ses nombreuses évasions .

## Fiche technique
- Réalisarion : Gérard Bourgeois et Georges Fagot
- Scénario : Gérard Bourgeois et Georges Fagot, d'après les Mémoires de Latude (Amsterdam 1787/Paris 1889)
- Production et distribution : Pathé frères
- Créateur de l'affiche : Candido Aragnoz de Faria
- Pays : France
- Format : Muet - Noir et blanc - 1,33:1 - 35 mm
- Métrage : 255 m
- Date de sortie : 
  -  France - 1911

## Distribution
- René Alexandre : Jean Henry dit Masers de Latude, un homme qui pour une faute vénielle fut emprisonné 35 ans de sa vie
- Berthe Bovy : Madame Legros, une mercière émue par le sort de Latude